# Mario Camerini
Mario Camerini (Roma, 6 febbraio 1895 – Gardone Riviera, 4 febbraio 1981) è stato un regista e sceneggiatore italiano.

## Biografia
Nato a Roma da Camillo, noto socialista, avvocato, originario dell'Aquila, e da Laura Genina, di famiglia altoborghese, iniziò a lavorare per il cinema dal 1913 come sceneggiatore. Successivamente divenne assistente alla regia di Roberto Roberti a cui si legò profondamente, diventando in futuro il padrino del figlio di questi, Sergio Leone. Camerini era inoltre cugino di Augusto Genina, anch'egli regista di punta del cinema italiano durante il ventennio fascista.
Dopo l'esordio nella regia con Jolly (1923), Camerini si impose all'attenzione del pubblico e della critica, sul finire degli anni venti, con alcuni film muti fra cui Kif Tebbi (1928) e soprattutto Rotaie (1929), una drammatica storia d'amore presentata poco più tardi anche in Germania con notevole successo, che vide l'esordio dell'attore Guido Celano e che nel 1931 venne ridistribuito in versione sonora.
Nel 1932 diresse un giovane e debuttante Vittorio De Sica in Gli uomini, che mascalzoni..., garbata e accattivante commedia sentimentale d'ambientazione piccolo-borghese che aprì la sua cosiddetta "pentalogia piccolo-borghese": seguirono infatti altri quattro film dello stesso genere, sempre ambientati nel mondo della piccola borghesia, come Darò un milione (1935), Ma non è una cosa seria (1936), Il signor Max (1937) e I grandi magazzini (1939), quasi tutti interpretati dalla coppia Vittorio De Sica - Assia Noris. Quest'ultima, russa di origine, diventò, in quegli anni (1940-1943), moglie del regista.
Camerini si concesse una divagazione nella commedia farsesca con Il cappello a tre punte (1934), con Eduardo e Peppino De Filippo ed una nel cinema di propaganda fascista con Il grande appello (1936), con Camillo Pilotto e Roberto Villa, sulle conquiste africane del fascismo, film che però in seguito il regista ripudiò, dichiarandosi pentito di averlo realizzato.
Oltre alle commedie romantico-borghesi del filone dei telefoni bianchi (di cui fu il regista più rappresentativo), Camerini si cimentò egregiamente anche con altri generi come il melodramma sentimentale, con il film T'amerò sempre, girato in due versioni: la prima del 1933 con Elsa De Giorgi, Nino Besozzi e Mino Doro, e la seconda del 1943 con Alida Valli, Gino Cervi ed Antonio Centa, e con i film in costume, tra cui spiccano Una romantica avventura (1940) con Assia Noris, Gino Cervi e Leonardo Cortese, e soprattutto la versione cinematografica de I promessi sposi (1941), con Gino Cervi e Dina Sassoli, che fu uno dei film di maggior successo del cinema italiano dell'epoca fascista.
Nel Dopoguerra continuò a dirigere commedie romantiche, melodrammi sentimentali e film mitologici e d'avventura, tra cui La figlia del capitano (1947), tratto dall'omonimo romanzo di Puškin, con Amedeo Nazzari ed Irasema Dilian, e il kolossal Ulisse (1954), tratto dall'Odissea di Omero e interpretato da Kirk Douglas, Silvana Mangano e Anthony Quinn, che fu il campione d'incasso in Italia dell'annata 1954-1955.
La sua ultima opera è del 1972, un episodio della serie di Don Camillo (Don Camillo e i giovani d'oggi) con Gastone Moschin, dopodiché si ritirò dall'attività registica.
Morì nel 1981, due giorni  prima  di compiere 86 anni, lasciando la moglie Tulli Hruska, sposata nel 1946, e le due figlie, Laura e Anna Maria.

## Filmografia

### Regista
- Jolly, clown da circo (1923)
- La casa dei pulcini (1924)
- Voglio tradire mio marito (1925)

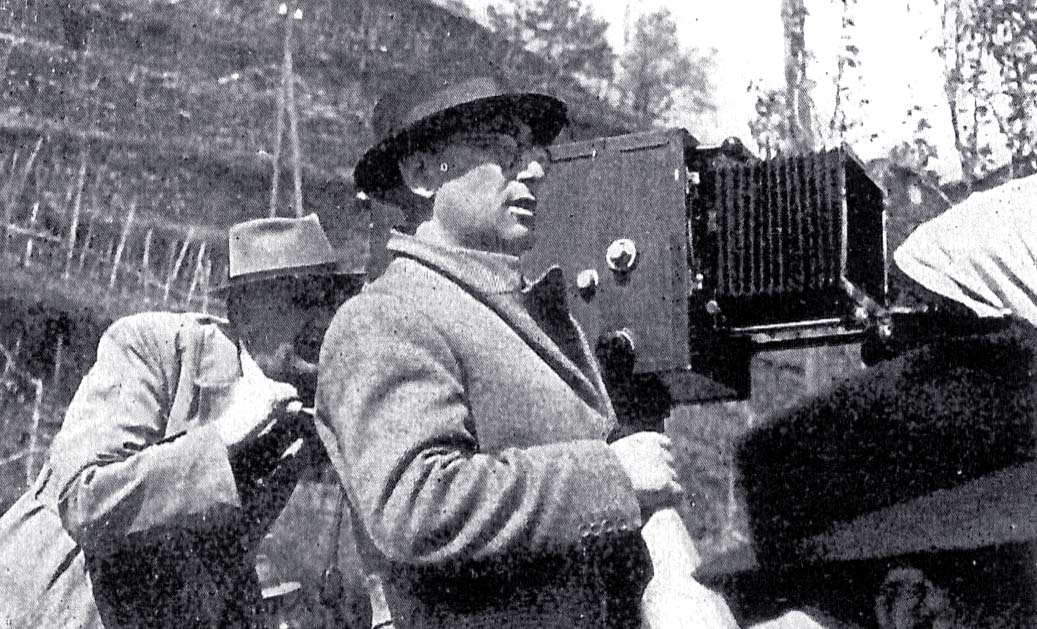
Mario Camerini con Anchise Brizzi durante una ripresa esterna de I promessi sposi del 1941

- Saetta principe per un giorno (1925)
- Maciste contro lo sceicco (1926)
- Kif Tebbi (1928)
- Rotaie (1930) versione muta e sonora
- La riva dei bruti (1931)
- Figaro e la sua gran giornata (1931)
- L'ultima avventura (1932)
- Gli uomini, che mascalzoni... (1932)
- Cento di questi giorni, co-regia con Augusto Camerini (1933)
- Giallo (1933)
- T'amerò sempre (1933)
- Come le foglie (1934)
- Il cappello a tre punte (1934)
- Darò un milione (1935)
- Il grande appello (1936)
- Ma non è una cosa seria (1936)
- Il signor Max (1937)
- Der Mann, der nicht nein sagen kann (1938)
- Batticuore (1939)
- Il documento (1939)
- I grandi magazzini (1939)
- Centomila dollari (1940)
- Una romantica avventura (1940)
- I promessi sposi (1941)
- Una storia d'amore (1942)
- T'amerò sempre (1943)
- Due lettere anonime (1945)
- L'angelo e il diavolo (1946)
- La figlia del capitano (1947)
- Molti sogni per le strade (1948)
- Il brigante Musolino (1950)
- Due mogli sono troppe (1950)
- Moglie per una notte (1952)
- Gli eroi della domenica (1952)
- Ulisse (1954)
- La bella mugnaia (1955)
- Suor Letizia - Il più grande amore (1956)
- Vacanze a Ischia (1957)
- Primo amore (1959)
- Crimen (1960)
- Via Margutta (1960)
- I briganti italiani (1961)
- Kali Yug, la dea della vendetta (1963)
- Il mistero del tempio indiano (1963)
- Delitto quasi perfetto (1966)
- Io non vedo, tu non parli, lui non sente (1971)
- Don Camillo e i giovani d'oggi (1972)

### Sceneggiatore
- Le mani ignote, regia di Enrique Santos - soggetto (1913)
- Tre meno due, regia di Augusto Camerini (1920)
- L'altra razza, regia di Augusto Camerini (1920)
- Jolly, clown da circo, regia di Mario Camerini (1923)
- Cirano di Bergerac, regia di Augusto Genina (1923)
- Maciste contro lo sceicco, regia di Mario Camerini (1926)
- Rotaie, regia di Mario Camerini (1929)
- Gli uomini, che mascalzoni..., regia di Mario Camerini (1932)
- L'ultima avventura, regia di Mario Camerini (1932)
- T'amerò sempre, regia di Mario Camerini (1933)
- Cento di questi giorni, regia di Mario Camerini e Augusto Camerini (1933)
- Come le foglie, regia di Mario Camerini (1934)
- Darò un milione, regia di Mario Camerini (1935)
- Il grande appello, regia di Mario Camerini (1936)
- Il signor Max, regia di Mario Camerini  (1937)
- Stasera alle undici, regia di Oreste Biancoli (1937)
- Der Mann, der nicht nein sagen kann, regia di Mario Camerini (1938)
- Batticuore, regia di Mario Camerini (1939)
- Il documento, regia di Mario Camerini (1939)
- I grandi magazzini, regia di Mario Camerini (1939)
- Centomila dollari , regia di Mario Camerini (1940)
- Una romantica avventura , regia di Mario Camerini (1940)
- I promessi sposi, regia di Mario Camerini (1941)
- Una storia d'amore, regia di Mario Camerini (1942)
- T'amerò sempre, regia di Mario Camerini (1943)
- Due lettere anonime, regia di Mario Camerini (1945)
- L'angelo e il diavolo, regia di Mario Camerini (1946)
- La figlia del capitano, regia di Mario Camerini (1947)
- Molti sogni per le strade, regia di Mario Camerini (1948)
- Il brigante Musolino, regia di Mario Camerini (1950)
- Due mogli sono troppe, regia di Mario Camerini (1950)
- Moglie per una notte, regia di Mario Camerini (1952)
- Gli eroi della domenica, regia di Mario Camerini (1952)
- Ulisse, regia di Mario Camerini (1954)
- La bella mugnaia, regia di Mario Camerini (1955)
- Suor Letizia - Il più grande amore, regia di Mario Camerini (1956)
- Guerra e pace, regia di King Vidor (1956)
- Vacanze a Ischia, regia di Mario Camerini (1957)
- Primo amore, regia di Mario Camerini (1959)
- Via Margutta, regia di Mario Camerini (1960)
- Kali Yug, la dea della vendetta, regia di Mario Camerini (1963)
- Delitto quasi perfetto, regia di Mario Camerini (1966)
- Io non vedo, tu non parli, lui non sente, regia di Mario Camerini (1971)
- Don Camillo e i giovani d'oggi, regia di Mario Camerini (1972)

### Aiuto regista
- Moglie e marito, regia di Augusto Genina (alcune scene sono girate da Camerini) (1921)
- Cirano di Bergerac, regia di Augusto Genina (alcune scene sono girate da Camerini) (1922)
- International Gran Prix, regia di Amleto Palermi (1924)